# Cardiel Lacus
Il Cardiel Lacus è una struttura geologica della superficie di Titano.